# Asisit
Asisit ist ein sehr selten vorkommendes Mineral aus der Mineralklasse der „Halogenide“. Es kristallisiert im tetragonalen Kristallsystem mit der chemischen Zusammensetzung Pb7SiO8Cl2 und konnte bisher nur in Form von durchsichtigen, tafeligen, etwa 0,5 mm großen Kristallen von gelber bis gelbgrüner (gelegentlich auch rötlichgelber) Farbe bei gelblichweißer Strichfarbe gefunden werden.

## Etymologie und Geschichte
Erstmals entdeckt wurde Asisit 1987 in der „Kombat Mine“, die auf der „Asis Farm“ in der Gemeinde Grootfontein in Namibia liegt.
Analysiert, wissenschaftlich beschrieben und nach seiner Typlokalität „Asis Farm“ benannt wurde das Mineral durch Roland C. Rouse, Donald R. Peacor, Pete J. Dunn, Alan J. Criddle, Chris J. Stanley und John Innes. Von der IMA als eigenständiges Mineral anerkannt wurde es noch im Fundjahr unter der internen Eingangsnummer (IMA) 1987-003.

## Klassifikation
In der veralteten 8. Auflage der Mineralsystematik nach Strunz war der Asisit noch nicht aufgeführt.
In der zuletzt 2018 überarbeiteten Lapis-Systematik nach Stefan Weiß, die formal auf der alten Systematik von Karl Hugo Strunz in der 8. Auflage basiert, erhielt das Mineral die System- und Mineralnummer III/D.10-190. Dies entspricht der Klasse der „Halogenide“ und dort der Abteilung „Oxihalogenide“, wo Asisit zusammen mit Blixit, Chubutit (D), Damarait, Ekdemit, Heliophyllit (D), Hereroit, Kombatit, Mendipit, Mereheadit, Nadorit, Parkinsonit, Penfieldit, Perit, Philolithit, Pinalit, Rickturnerit, Rumseyit, Sahlinit, Schwartzembergit, Seeligerit, Sundiusit, Symesit, Telluroperit, Thorikosit, Vladkrivovichevit und Yeomanit eine unbenannte Gruppe mit der Systemnummer III/D.10 bildet.
Die von der International Mineralogical Association (IMA) zuletzt 2009 aktualisierte 9. Auflage der Strunz’schen Mineralsystematik ordnet den Asisit in die Klasse der „Halogenide“ und dort in die Abteilung „Oxihalogenide, Hydroxyhalogenide und verwandte Doppel-Halogenide“ ein. Hier ist das Mineral in der Unterabteilung „Mit Pb, Cu usw.“ zu finden, wo es zusammen mit Parkinsonit die „Asisit-Parkinsonit-Gruppe“ mit der Systemnummer 3.DB.40 bildet.
In der vorwiegend im englischen Sprachraum gebräuchlichen Systematik der Minerale nach Dana hat Asisit die System- und Mineralnummer 10.02.07.01. Das entspricht der Klasse der „Halogenide“ und dort der Abteilung „Oxihalogenide und Hydroxyhalogenide“. Hier findet er sich innerhalb der Unterabteilung „Oxihalogenide und Hydroxyhalogenide mit der Formel A(O,OH)Xq“ als einziges Mitglied in einer unbenannten Gruppe mit der Systemnummer 10.02.07.

## Bildung und Fundorte
Asisit bildet sich in manganhaltigen Silikatlinsen in der Nähe von Sulfiderzkörpern. Begleitminerale sind unter anderem Baryt, verschiedene Chlorite, Hämatit, Hämatophanit, Jakobsit, gediegen Kupfer und Molybdophyllit.
Bisher (Stand: 2010) konnte das Mineral nur an seiner Typlokalität, der „Kombat Mine“ in Namibia gefunden werden.

## Kristallstruktur
Asisit kristallisiert tetragonal in der Raumgruppe I4/mmm (Raumgruppen-Nr. 139) mit den Gitterparametern a = 3,90 Å und c = 22,81 Å sowie einer Formeleinheit pro Elementarzelle.